# James Murphy
James Franklin Murphy (Portsmouth, SAD, 30. srpnja 1967.), američki je heavy metal glazbenik, najpoznatiji kao bivši gitarist thrash metal sastava Testament i gitarist death metal sastava Death i sastava Obituary. Osnovao je death metal sastav Disincarnate.
Godine 2001. dijagnosticiran mu je tumor na mozgu. Nakon operacije se oporavio. Godine 2011. dijagnosticiran mu je bezopasan tumor na mozgu.

## Diskografija
- Obituary – Cause of Death (1990.)
- Death – Spiritual Healing (1990.)
- Death – Fate: The Best of Death (1992.)
- Testament – Low (1994.)
- Testament – The Gathering (1999.)
- Cancer – Death Shall Rise (1991.)
- Konkhra – Weed Out the Weak (1997.)
- Konkhra – Come Down Cold (1999.)
- Disincarnate – Dreams of the Carrion Kind (1993.)

Solo albumi
- Convergence (1996.)
- Feeding the Machine (1998.)

Odabrana gostovanja
- Firewind – Forged by Fire (2005.)
- Agent Steel – Skeptics Apocalypse (1998.)
- Agent Steel – Skeptics Apocalypse (2009.)
- Agent Steel – Skeptics Apocalypse (2010.)
- Agressor – The Spirit of Evil
- Transmetal – Lo podrido corona la inmensidad (2004.)
- Viogression – A Pure Formality
- Suture – Carnivorous Urge to Kill (2012.)
- Malevolent Creation – Retribution (1992.)
- Nevermore – This Godless Endeavor (2005.)